# Dosidicus gigas
Dosidicus gigas, oftewel de humboldtinktvis, is een inktvis die voorkomt in het oosten van de Grote Oceaan van Vuurland tot Californië hoewel ze ook tot Alaska zouden voorkomen.
Ze komen meestal voor op diepten van 200 tot 700 meter. Ze kunnen een lengte bereiken tot 2 m en 45 kg wegen, toch worden ze meestal met een lengte van 60 tot 80 cm aangetroffen en een gewicht van 3 kg.
Dosidicus gigas komt meestal voor in scholen waar ze zich tegen een snelheid van rond de 24 km/uur voortbewegen.
Ze jagen op krill en vissen. Ze zijn ook kannibaal, zo zouden ze zwakkere of gewonde exemplaren van hun eigen school aanvallen en opeten.
De inktvis wordt commercieel gevangen. Ze worden meestal 's nacht gevangen, omdat ze dan eenvoudiger door middel van licht te vangen zijn.

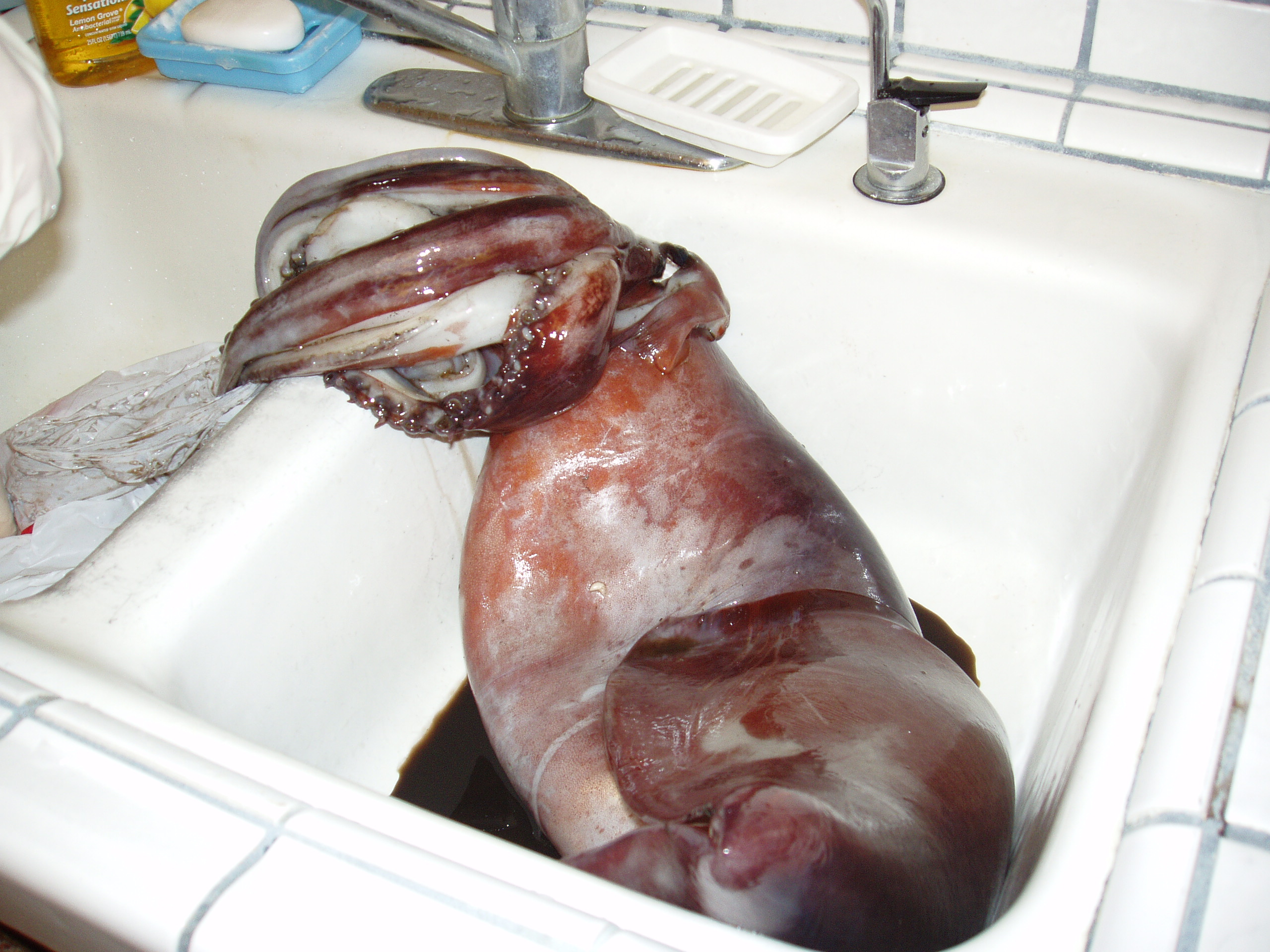
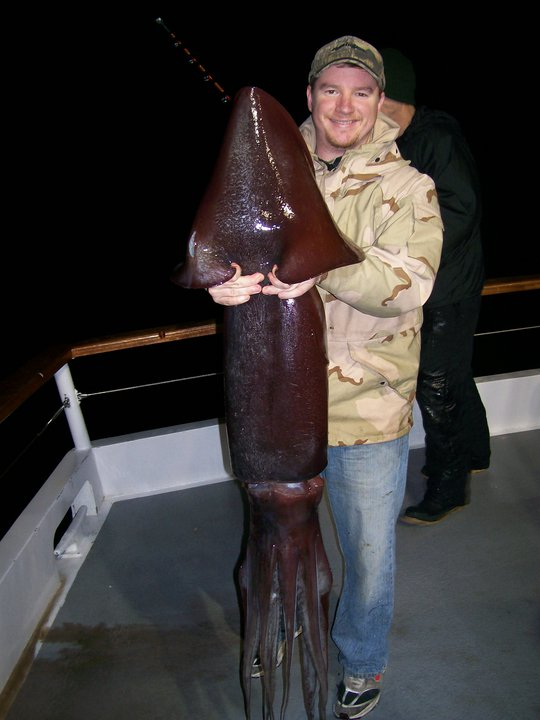